# Wałbrzych Główny
Wałbrzych Główny (česky Valbřich hlavní nádraží) je hlavní nádraží ve Valbřichu, okresním městě Dolnoslezského vojvodství, nacházejícího se ve Valbřišských horách (Střední Sudety), v Polsku.

## Obecný přehled

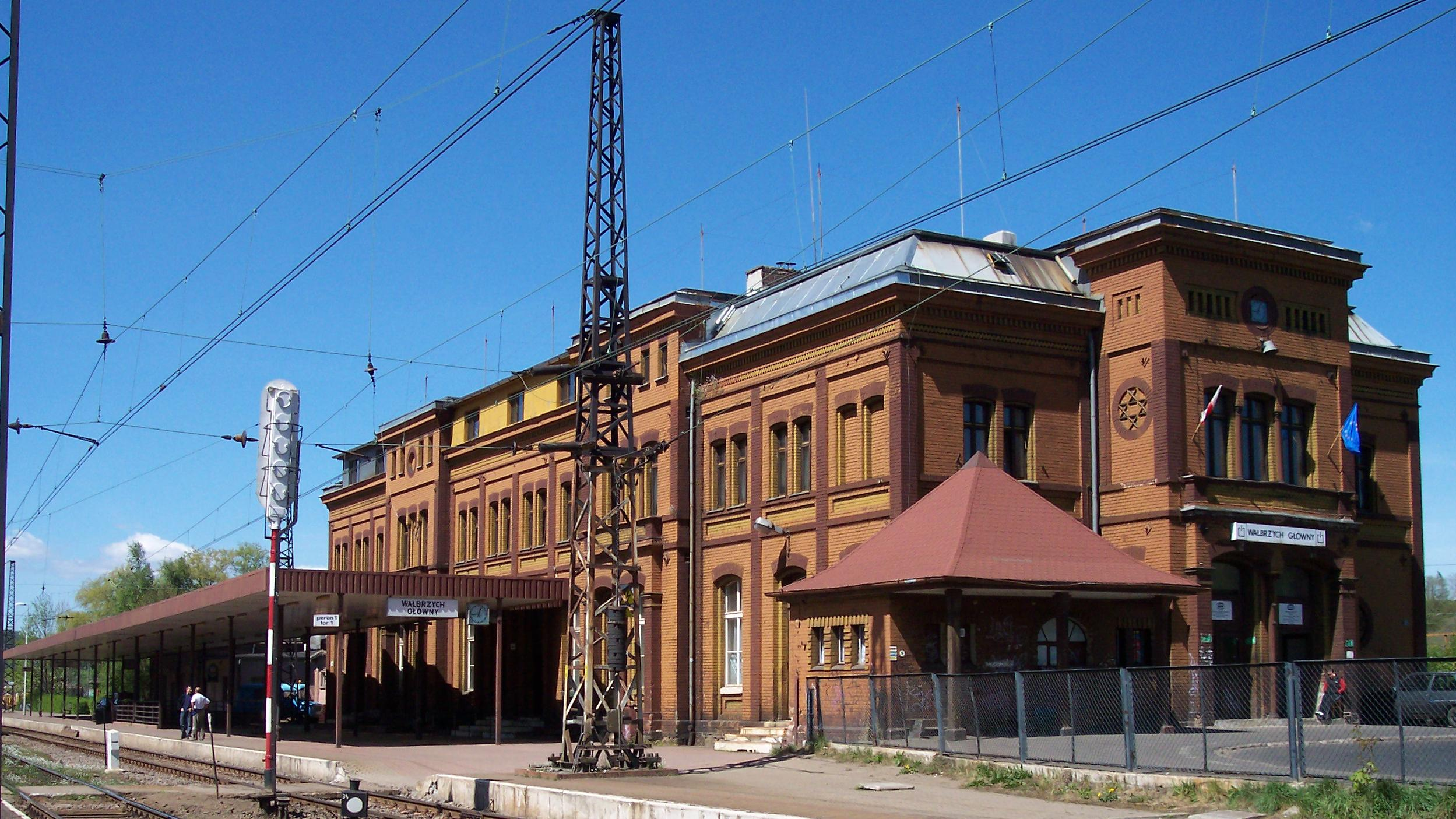
Pohled na staniční budovu z nástupišť

Wałbrzych Główny je jednou z nejvýše položených železniční stanic v Polsku, nachází se v nadmořské výšce 500 m n. m., dále od centra města, na kopci v Podgórze, při ulici Gdyńské. Stanice byla otevřena 15. srpna 1867 pod tehdejším německým názvem Waldenburg Dittersbach. Od 27. srpna 1945, po polské anexi Slezska, nesla název Wałbrzych Dzietrzychów a od 6. září 1947 název Wałbrzych Ogorzelec.
Dnešní název Wałbrzych Główny, neboli Valbřich hlavní nádraží, získala železniční stanice pravděpodobně v roce 1948.
Od 5. ledna 2009 lze využít přepravní služby na železniční trati Wałbrzych - Nowa Ruda - Kłodzko, která byla nedávno znovu uvedena do provozu a prochází na více místech ve vzdálenosti 2 až 3 kilometry od hranice s Českem. Pravidelnou osobní dopravu zajišťuje polský železniční dopravce Koleje Dolnośląskie. Mimo jiné, ve Valbřichu se nachází více železničních stanic a to Wałbrzych Fabryczny, Wałbrzych Miasto, Wałbrzych Szczawienko.

## Železniční tratě
Železniční stanicí Wałbrzych Główny prochází železniční tratě:
- 274 Wrocław Świebodzki – Görlitz
- 286 Kłodzko Główne – Wałbrzych Główny

## Železniční doprava
Železniční stanici Wałbrzych Główny obsluhují dálkové vnitrostátní, regionální spoje směřující kupříkladu do měst:
- Gdyně - (Gdynia Główna)
- Jelení Hora
- Zelená Hora - (Zielona Góra (nádraží))
- Krakov - (Kraków Główny)
- Poznaň - (Poznań Główny)
- Štětín - (Szczecin Główny)
- Varšava - (Warszawa Zachodnia, Warszawa Centralna, Warszawa Wschodnia)
- Vratislav - (Wrocław Główny)
- Szklarska Poręba Górna
- Bělostok - (Białystok (nádraží))
- Kladsko - (Kłodzko Główne)
- Nowa Ruda